# Euploea deriopes
Euploea deriopes är en fjärilsart som beskrevs av Hans Fruhstorfer 1911. Euploea deriopes ingår i släktet Euploea och familjen praktfjärilar. Inga underarter finns listade i Catalogue of Life.